# Capra pyrenaica lusitanica
La cabra montés cantábrica o portuguesa (Capra pyrenaica lusitanica) es una subespecie extinta de cabra montés que habitaba antiguamente las zonas montañosas del norte de Portugal, Galicia, Principado de Asturias, norte y occidente de León y Cantabria occidental. Era conocida por los nombres comunes de cabra montés gallega o cabra montés portuguesa, y también como mueyu en asturleonés y cabro en portugués.
Este animal fue exterminado debido a la caza excesiva y la destrucción de su hábitat a finales del siglo XIX, desapareciendo en 1890 de España y en 1892 de su último refugio en la portuguesa Serra de Gerês. Desde 1993 la Junta de Galicia está repoblando algunas zonas de Galicia con cabras monteses de la Sierra de Gredos, miembros de la subespecie más parecida aún viva, la Capra pyrenaica victoriae de la Meseta Central. Esta política ha sido imitada por Asturias y está en estudio en Cantabria.

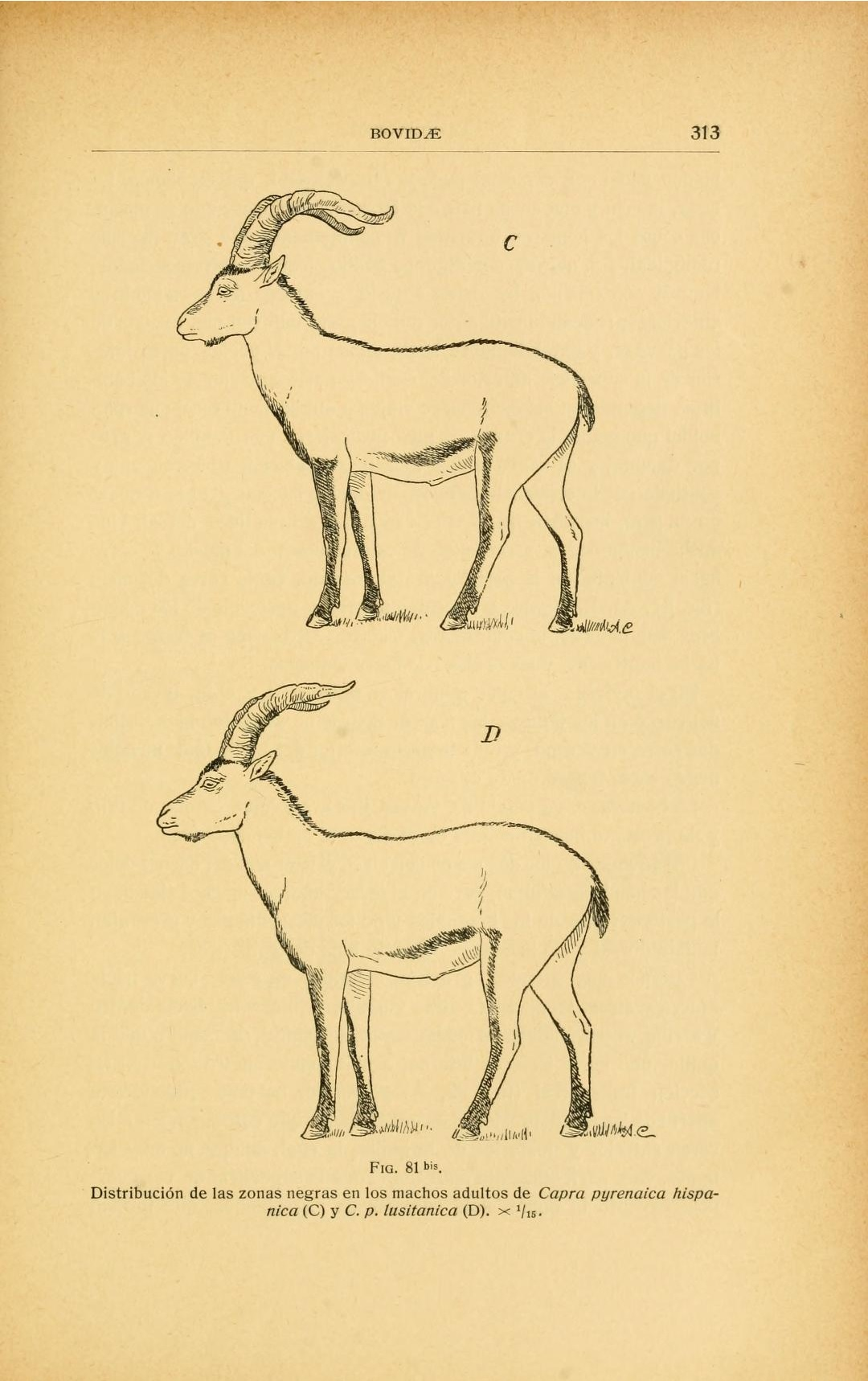
Diferencias entre subsp. Capra pyrenaica hispanica (arriba) y Capra pyrenaica lusitanica (abajo)

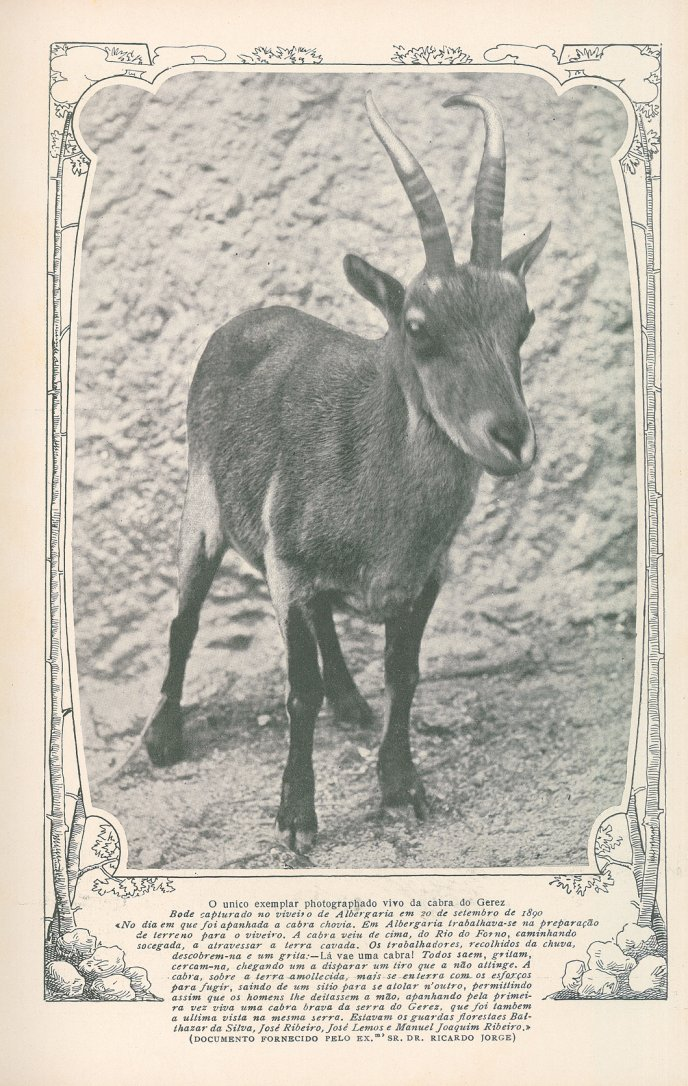
El último y único ejemplar fotografiado, capturado en Albergaria, el 20 de septiembre de 1890. El pie de foto reza: "El día de la captura de la cabra estaba lloviendo. En Albergaria se estaba trabajando para preparar un terreno para el vivero. La cabra procedía de arriba, de Rio do Forno, caminando tranquilamente por la tierra cavada, los trabajadores, resguardados de la lluvia, la descubren y uno grita: ― ¡Ahí va una cabra!, todos salen, gritan, la rodean, uno viene a disparar un tiro que la cabra, en la tierra ablandada, se hundió más con el esfuerzo de escapar, saliendo de un lugar para refugiarse en otro, permitiendo así que los hombres le echaran mano, atrapando por primera vez viva una cabra salvaje. de la Serra do Gerês, que también fue la última vista en la misma sierra. Estuvieron presentes los guardabosques Baltazar da Silva. José Ribeiro, José Lemos y Manuel Joaquim Ribeiro."

## Extinción
Hasta 1800, la cabra montés portuguesa estaba muy extendida en su área de distribución, pero a partir de entonces su declive fue rápido a medida que aumentaba la presión de caza. Los cazadores locales no respetaron las temporadas de caza cerradas y dispararon a las cabras montesas portuguesas cuando las manadas bajaron a altitudes más bajas en mayo. La gente local lo cazaba por su carne y por las piedras de bezoar en su estómago, que se consideraban medicinas potentes y antídotos para venenos de todo tipo. Las pieles se usaban como cobertores y los cuernos como adornos y como trompetas de cuernos alpinos para llamar a través de los estrechos valles de las montañas del noroeste.[cita requerida]
En 1870, esta cabra montés era un animal raro. La última manada de una docena de animales se registró en 1886. Una hembra vieja fue capturada viva en septiembre de 1889, pero solo sobrevivió tres días. Dos hembras más fueron halladas muertas al año siguiente, víctimas de una avalancha gallega. La última cabra montés portuguesa conocida en España murió en 1890, y el último avistamiento conocido fue una hembra cerca de Lombade Pan en la Serra do Gerês en Portugal en 1892.[cita requerida]
Algunos científicos han señalado otros factores además de la interferencia humana que pueden haber afectado el declive de la cabra montés portuguesa.[cita requerida] lobos ibéricos y águilas reales, la enfermedad de los rebaños domésticos y un número desproporcionado de machos pueden haber contribuido a la rápida disminución de la población. Pero el último punto puede debatirse ya que los machos eran un objetivo más probable para los cazadores y los últimos avistamientos registrados fueron todas hembras.[cita requerida]
Otra subespecie, la cabra montés de Gredos (Capra pyrenaica victoriae), fue introducida en territorio anteriormente ocupado por la cabra montés portuguesa con fines cinegéticos, como en Riaño, Provincia de León; También existen poblaciones aisladas de cabra montés española en Galicia y El Bierzo. Alrededor de 2001 las cabras montesas residentes en el Parque Natural Baixa Limia-Serra do Xurés en la frontera gallego-portuguesa cruzaron la frontera y se establecieron en el cercano Parque nacional de Peneda-Gerez portugués, colonizando así el que había sido el último lugar habitado por la cabra montés portuguesa. Diez años después, la nueva población portuguesa había aumentado a unos 100 animales.
Un espécimen de cabra montés portuguesa estuvo en exhibición en el Museo Bocage en Lisboa hasta que un incendio lo destruyó en 1978.[cita requerida]
El arte rupestre de las cabras montesas está presente en el valle del Côa, en el noreste de Portugal.